# 王誥 (嘉靖進士)
王誥（1498年—1557年），字公遇，號棠溪，河南汝寧府西平縣（今駐馬店市西平縣）人，軍籍。明朝政治人物，官至漕運總督。

## 生平
河南乡试第三十五名，嘉靖二年（1523年）癸未科会试第二百九名，廷试三甲二百二十四名進士。授行人司行人，遷戶部郎中，出为大同府知府，升山西按察司副使，整飭薊州，轉陕西布政使司右参政。嘉靖二十九年（1550年）九月擢都察院僉都御史、巡撫甘肅，升右副都御史，巡抚如故。三十四年六月升南京户部右侍郎、总督南京粮储，三十五年二月浙直总督侍郎杨宜剿倭兵敗被革职，王诰被吏部尚書李默推举为兵部左侍郎、兼都察院右佥都御史、总督南直隶浙福等处军务，而首辅严嵩、侍郎赵文华則属意胡宗憲，遂攻击李默殿试策题有谤讪之言，李默被下狱，王诰回任舊職，由胡宗憲出任浙直总督。
三十六年三月改任都察院右都御史、总督漕运、巡抚凤阳，時值倭寇猖獗，內外戒嚴，王誥疏請旗牌，節制兵馬，保江淮安寧。獲得朝廷嘉獎。十月忽然病發去世，賜祭葬。《汝寧府志》有傳

## 著作
所著有《河西稿》《淮南奏議》《東隅集》等。

## 家族
曾祖王聰，贈衛经历。祖父王清，卫经历。父王志德，教谕。母李氏。重庆下。弟王訓、王訥。